# منهاج الإسلام في الحكم (كتاب)
منهاج الإسلام في الحكم كتاب يهتم بدراسة النظام السياسي في الإسلام من تأليف محمد أسد.

## أصل الكتاب
أصله رسالة كتبها المؤلف محمد أسد بعنوان: (بناء الدستور الإسلامي -Making Islamic Constitution) ونشرت عام 1367 هـ، وكان حينها رئيسا لدائرة (إحياء النظم الإسلامية) وهي مؤسسة حكومية مهمتها وضع الأسس الفكرية والاجتماعية لبناء الدولة الناشئة بباكستان.
ونشر باللغتين الإنجليزية والأردية في آذار 1948، وسعى الأستاذ «منصور محمد ماضي» إلى ترجمته للعربية وليتمكن القارئ العربي من الإطلاع على ما يقدمه هذا البحث من معلومات تسعى لإبراز بعض النصوص عن الشريعة، والتي لها علاقة بمشاكل الدولة والحكومة، ولتناقش كيفية تطبيقها.